# Предприятие (пароход, 1839)
«Предприятие» — пароход Черноморского флота Российской империи, Инженерного ведомства, а затем с 1852 года Войска Донского.

## Описание парохода
Пароход водоизмещением 93 тонны, длина парохода составляла 20,1 метров, ширина — 4,9 метра, а осадка — 1,22 метров. На пароходе была установлена паровых машина мощностью по сведениям из различных источников от 40 до 47 л. с..

## История
Пароход был заложен в Лондоне 18 февраля (2 марта) 1839 года, спущен на воду 31 мая (12 июня) 1839 года и к ноябрю того же года был полностью готов к эксплуатации.
5 (17) декабря 1839 года «Предприятие» прибыл из Англии в Одессу, где поступил в распоряжение Инженерного ведомства. Во время несения службы использовался для обслуживания инженерной команды в Севастополе.
Войско Донское планировало приобрести собственный пароход для своих нужд, и первоначально хотело приобрести пароход «Донец», однако последний в 1847 году был передан Керчи, в связи с чем в ноябре 1851 года по решением императора было продать Войску Донскому «Предприятие». Пароход был поставлен на ремонт в Николаеве и по его завершении 29 июля (10 августа) 1852 года вышел в Ростов в распоряжение Войска.
В 1852 году Инженерное ведомство продало пароход Войску Донскому. Начиная с 1853 года был поставлен на регулярное сообщение между Ростовом и Таганрогом.
В кампанию 1857 года продолжал совершать рейсы между Ростовом и Таганрогом.